# Periploca calophylla
Periploca calophylla är en oleanderväxtart som först beskrevs av Robert Wight, och fick sitt nu gällande namn av Falconer. Periploca calophylla ingår i släktet Periploca och familjen oleanderväxter. Utöver nominatformen finns också underarten P. c. mucronata.